# Anna Sueangam-iam

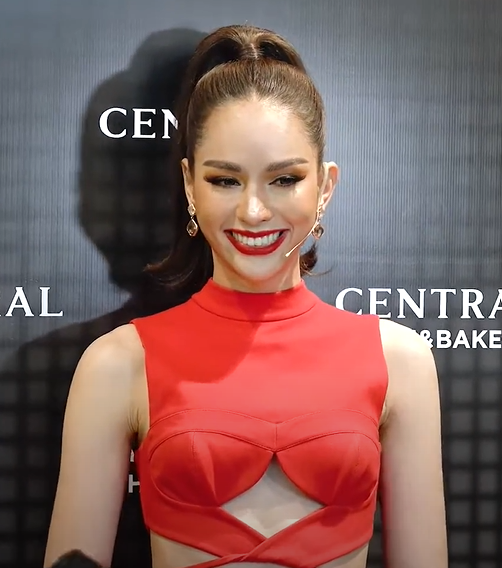

Anna Sueangam-iam (thaï : แอนนา เสืองามเอี่ยม), née le 10 novembre 1998 à Bangkok, est une mannequin thaïlandaise, lauréate de Miss Univers Thaïlande 2022.

## Biographie
Sueangam-iam est née et a grandi à Bangkok et est la fille d'un éboueur. Malgré les difficultés auxquelles elle a dû faire face en grandissant, elle a poursuivi ses études et est diplômée de l'Université de Kasetsart avec un baccalauréat en gestion hôtelière et touristique.

## Concours de beauté
Sueangam-iam a commencé sa carrière de concours de beauté en 2018, elle a été couronnée concours Miss Mobile Thaïlande 2018 le 1er juillet 2018. Elle s'est classée 2e dauphine au Miss Thinn Thai Ngarm 2020.

### Miss Thaïlande 2020
Le 13 décembre 2020, Sueangam-iam a participé à Miss Thaïlande 2020 au Chiang Mai International Exhibition and Convention Center à Chiang Mai, où elle a terminé dans le Top 16.

### Miss Univers Thaïlande 2022
Le 30 juillet 2022, Sueangam-iam a affronté 29 finalistes à Miss Univers Thaïlande 2022 au True Icon Hall de Bangkok. Dans la compétition, Sueangam-iam s'est hissée dans le top quinze, puis dans le top onze, puis aussi dans le top cinq et enfin dans le top 3, avant d'être annoncée vainqueure de la compétition et remplacée par Anchilee Scott-Kemmis, devançant le 1re dauphine Nicolene Limsnukan et 2e dauphine Kanyalak Nookaew,.

### Miss Univers 2022
En tant que gagnante de Miss Univers Thaïlande 2022, Sueangam-iam a représenté la Thaïlande à Miss Univers 2022.